# Добролюбова, Мария Михайловна
Мария Михайловна Добролюбова (1880—1906) — педагог, сестра милосердия, революционерка, сестра поэта Александра Добролюбова.

## Биография
Девушка пела в церковном хоре

О всех усталых в чужом краю,

О всех кораблях, ушедших в море,

О всех, забывших радость свою.
Александр Блок, 1905 год
Мария Добролюбова родилась в семье М. А. Добролюбова, родственника известного русского критика Н. А. Добролюбова. М. А. Добролюбов состоял на службе в Варшаве; после его смерти в 1892 году семья переехала в Петербург.
В 1900 году окончила педагогические классы Смольного женского института. По мнению К. М. Азадовского, именно педагогическая деятельность была её истинным призванием.
В 1903 году в Петербурге организовала школу для бедных детей.
В 1901—1902 годах посещала Религиозно-философские собрание в Петербурге, увлекалась сочинениями символистов, пробовала писать сама.
В 1904 году добровольно отправилась сестрой милосердия на русско-японский фронт.
Весной 1905 года вернулась в Петербург и занялась революционной деятельностью, примкнув к социалистам-революционерам.
В 1906 году занималась устройством столовых «на голоде» в Тульской губернии, в той же губернии работала учительницей и распространяла прокламации и революционную литературу.
2 сентября 1906 года была подвергнута обыску и арестована. Этапирована в Тульскую тюрьму, через два месяца освобождена.
Затем, получив согласие руководителей, приступила к проведению теракта, но не нашла в себе силы выстрелить. Пребывая в душевном кризисе, 11 декабря 1906 года в Петербурге выстрелила себе в рот.

## Отклики в литературе
Её судьба вызвала ряд откликов в столичной периодической печати. Оставила след в творческих биографиях А. Блока, Л. Семёнова, Е. Иванова, Н. Клюева

О Маше Добролюбовой. Главари революции слушали её беспрекословно, будь она иначе и не погибни, — ход русской революции мог бы быть иной.— Александр Блок. Дневники // Собрание сочинений. — Т. 7. — С. 115.

Каждое русское поколение – да и не только русское выводит в жизнь одинаковое число гигантов и ничтожеств. Гениев, талантов. Времени надлежит – дать герою, таланту дорогу – или убить случайностью, или удушить похвалой и тюрьмой.
Разве Маша Добролюбова меньше, чем Софья Перовская? Но имя Софьи Перовской на фонарных дощечках улиц, а Мария Добролюбова забыта.
Даже брат её меньше забыт – поэт и сектант Александр Добролюбов.— Варлам Шаламов. "Лучшая похвала", 1964